# Gran Premio motociclistico di Svezia 1978
Il Gran Premio motociclistico di Svezia fu l'ottavo appuntamento del motomondiale 1978.
Si svolse il 23 luglio 1978 sul Circuito di Karlskoga, e fu la trecentesima gara dalla nascita del Mondiale. Corsero le classi 125, 250, 350 e 500, alla presenza di circa 17.000 spettatori.
In 500 andò in testa Wil Hartog per poi lasciare la vittoria a Barry Sheene.
250 e 350 videro una facile doppietta Kawasaki, con Gregg Hansford in entrambi i casi vincitore su Kork Ballington. Kenny Roberts non corse nella gara della quarto di litro a causa di un pollice dolorante frutto di una caduta durante le prove.
Pier Paolo Bianchi vinse davanti ad Ángel Nieto in 125. Ritirato Eugenio Lazzarini per la rottura di un cavo dell'accensione.

## Classe 500

### Arrivati al traguardo
| Pos. | Pilota            | Moto   | Tempo      | Punti |
| ---- | ----------------- | ------ | ---------- | ----- |
| 1    | Barry Sheene      | Suzuki | 55' 49" 13 | 15    |
| 2    | Wil Hartog        | Suzuki | +0" 05     | 12    |
| 3    | Takazumi Katayama | Yamaha | +8" 48     | 12    |
| 4    | Steve Baker       | Suzuki | +15" 60    | 8     |
| 5    | Virginio Ferrari  | Suzuki | +23" 13    | 6     |
| 6    | Johnny Cecotto    | Yamaha | +28" 49    | 5     |
| 7    | Kenny Roberts     | Yamaha | +48" 72    | 4     |
| 8    | Teuvo Länsivuori  | Suzuki | +1' 02" 41 | 3     |
| 9    | Philippe Coulon   | Suzuki | +1' 03" 24 | 2     |
| 10   | Alex George       | Suzuki | +1 giro    | 1     |
| 11   | Boet van Dulmen   | Suzuki | +1 giro    |       |
| 12   | Markku Matikainen | Suzuki | +1 giro    |       |
| 13   | Jack Middelburg   | Suzuki | +1 giro    |       |
| 14   | Bruno Kneubühler  | Suzuki | +1 giro    |       |
| 15   | Steve Parrish     | Suzuki | +1 giro    |       |
| 16   | Max Wiener        | Suzuki | +1 giro    |       |
| 17   | John Woodley      | Suzuki | +2 giri    |       |
| 18   | Odd Arne Lände    | Suzuki | +2 giri    |       |
| 19   | Peter Sjöström    | Suzuki | +2 giri    |       |
| 20   | Franz Rau         | Suzuki | +2 giri    |       |
| 21   | Dick Alblas       | Suzuki | +2 giri    |       |

### Ritirati
| Pilota                | Moto   | Motivo ritiro       |
| --------------------- | ------ | ------------------- |
| Carlos de San Antonio | Suzuki |                     |
| Jean-Claude Hogrel    | Yamaha |                     |
| Marco Lucchinelli     | Suzuki | rottura di un freno |
| Kaj Jensen            | Yamaha |                     |
| Leslie van Breda      | Suzuki |                     |
| Dennis Ireland        | Suzuki |                     |
| Michel Rougerie       | Suzuki |                     |
| Jürgen Steiner        | Suzuki |                     |
| Bosse Granath         | Suzuki |                     |

### Non partito
| Pilota       | Moto   |
| ------------ | ------ |
| Bengt Slydal | Suzuki |

## Classe 350

### Arrivati al traguardo
| Pos | Pilota             | Moto     | Tempo      | Punti |
| --- | ------------------ | -------- | ---------- | ----- |
| 1   | Gregg Hansford     | Kawasaki | 50' 17" 80 | 15    |
| 2   | Kork Ballington    | Kawasaki | +7" 36     | 12    |
| 3   | Takazumi Katayama  | Yamaha   | +21" 67    | 10    |
| 4   | Jon Ekerold        | Yamaha   | +43" 03    | 8     |
| 5   | Tom Herron         | Yamaha   | +51" 56    | 6     |
| 6   | Patrick Fernandez  | Yamaha   | +58" 13    | 5     |
| 7   | Pentti Korhonen    | Yamaha   | +1' 07" 24 | 4     |
| 8   | Vic Soussan        | Yamaha   | +1' 08" 95 | 3     |
| 9   | Mick Grant         | Kawasaki | +1' 15" 83 | 2     |
| 10  | Michel Rougerie    | Yamaha   | +1 giro    | 1     |
| 11  | Patrick Pons       | Yamaha   | +1 giro    |       |
| 12  | Olivier Chevallier | Yamaha   | +1 giro    |       |
| 13  | Anton Mang         | Kawasaki | +1 giro    |       |
| 14  | Eero Hyvärinen     | Yamaha   | +1 giro    |       |
| 15  | Michel Frutschi    | Yamaha   | +1 giro    |       |
| 16  | Seppo Rossi        | Yamaha   | +1 giro    |       |
| 17  | Reino Eskelinen    | Yamaha   | +1 giro    |       |
| 18  | Lennart Bäckström  | Yamaha   | +1 giro    |       |
| 19  | Bengt Elgh         | Yamaha   | +2 giri    |       |
| 20  | Bosse Granath      | Yamaha   | +2 giri    |       |

### Ritirati
| Pilota           | Moto   | Motivo ritiro |
| ---------------- | ------ | ------------- |
| John Dodds       | Yamaha |               |
| Franco Uncini    | Yamaha | caduta        |
| Jack Middelburg  | Yamaha |               |
| Roland Freymond  | Yamaha |               |
| Richard Hubin    | Yamaha |               |
| Hans Hansebräten | Yamaha |               |
| Clive Padgett    | Yamaha |               |
| Christian Sarron | Yamaha |               |
| Chas Mortimer    | Yamaha |               |
| Leif Gustafsson  | Yamaha |               |

### Non qualificato
| Pilota        | Moto   |
| ------------- | ------ |
| Børge Nielsen | Yamaha |

## Classe 250

### Arrivati al traguardo
| Pos | Pilota            | Moto          | Tempo      | Punti |
| --- | ----------------- | ------------- | ---------- | ----- |
| 1   | Gregg Hansford    | Kawasaki      | 50' 43" 95 | 15    |
| 2   | Kork Ballington   | Kawasaki      | +5" 18     | 12    |
| 3   | Patrick Fernandez | Yamaha        | +1' 12" 59 | 10    |
| 4   | Jon Ekerold       | Yamaha        | +1' 15" 46 | 8     |
| 5   | Tom Herron        | Yamaha        | +1' 21" 63 | 6     |
| 6   | Clive Padgett     | Yamaha        | +1 giro    | 5     |
| 7   | Mario Lega        | Morbidelli    | +1 giro    | 4     |
| 8   | Chas Mortimer     | Maxton-Yamaha | +1 giro    | 3     |
| 9   | Anton Mang        | Kawasaki      | +1 giro    | 2     |
| 10  | Hervé Moineau     | Yamaha        | +1 giro    | 1     |
| 11  | Eero Hyvärinen    | Yamaha        | +1 giro    |       |
| 12  | Paolo Pileri      | Morbidelli    | +1 giro    |       |
| 13  | Seppo Rossi       | Yamaha        | +2 giri    |       |
| 14  | Reino Eskelinen   | Yamaha        | +2 giri    |       |
| 15  | Per Jansson       | Yamaha        | +2 giri    |       |
| 16  | Bengt Elgh        | Yamaha        | +2 giri    |       |
| 17  | Lennart Bäckström | Yamaha        | +2 giri    |       |

### Ritirati
| Pilota              | Moto     | Motivo ritiro |
| ------------------- | -------- | ------------- |
| John Dodds          | Yamaha   |               |
| Franco Uncini       | Yamaha   |               |
| Walter Villa        | MBA      |               |
| Richard Hubin       | Yamaha   |               |
| Per-Edvard Carlsson | Yamaha   |               |
| Mick Grant          | Kawasaki |               |
| Olivier Chevallier  | Yamaha   |               |
| Vic Soussan         | Yamaha   |               |
| Pentti Korhonen     | Yamaha   |               |
| Leif Gustafsson     | Yamaha   |               |
| Hans Müller         | Yamaha   |               |
| Roland Freymond     | Yamaha   |               |
| Seppo Ojala         | Yamaha   |               |

### Non qualificato
| Pilota      | Moto   |
| ----------- | ------ |
| Pekka Nurmi | Yamaha |

## Classe 125

### Arrivati al traguardo
| Pos | Pilota                 | Moto            | Tempo      | Punti |
| --- | ---------------------- | --------------- | ---------- | ----- |
| 1   | Pier Paolo Bianchi     | Minarelli       | 48' 07" 32 | 15    |
| 2   | Ángel Nieto            | Minarelli       | +0" 10     | 12    |
| 3   | Thierry Espié          | Motobécane      | +7" 44     | 10    |
| 4   | Per-Edvard Carlsson    | Morbidelli      | +51" 52    | 8     |
| 5   | August Auinger         | Morbidelli      | +56" 57    | 6     |
| 6   | Jean-Louis Guignabodet | Morbidelli      | +1' 00" 37 | 5     |
| 7   | Clive Horton           | Morbidelli      | +1' 02" 72 | 4     |
| 8   | Matti Kinnunen         | Morbidelli      | +1' 04" 82 | 3     |
| 9   | Hans Müller            | Morbidelli      | +1' 10" 38 | 2     |
| 10  | Walter Koschine        | Bender          | +1' 18" 92 | 1     |
| 11  | Patrick Plisson        | Morbidelli      | +1 giro    |       |
| 12  | Stefan Dörflinger      | Morbidelli      | +1 giro    |       |
| 13  | Bernd Schneider        | Bender          | +1 giro    |       |
| 14  | Tore Alexandersson     | Morbidelli      | +1 giro    |       |
| 15  | Kees van de Ven        | Morbidelli      | +2 giri    |       |
| 16  | Jan Bäckström          | Maico           | +2 giri    |       |
| 17  | Lennart Lundgren       | Yamaha          | +2 giri    |       |
| 18  | Johnny Wickström       | Morbidelli      | +2 giri    |       |
| 19  | Johnny Svensson        | Bastard Special | +2 giri    |       |

### Ritirati
| Pilota              | Moto       | Motivo ritiro           |
| ------------------- | ---------- | ----------------------- |
| Maurizio Massimiani | Morbidelli |                         |
| Juhani Lehtiranta   | Morbidelli |                         |
| François Granon     | Morbidelli |                         |
| Eugenio Lazzarini   | MBA        | rottura dell'accensione |
| Karl Fuchs          | Morbidelli |                         |
| Laurent Gomis       | Morbidelli |                         |
| Leif Krigh          | Morbidelli |                         |
| Roland Olsson       | Morbidelli |                         |
| Benga Johansson     | Morbidelli |                         |
| Harald Bartol       | Morbidelli |                         |
| Ernst Fagerer       | Morbidelli |                         |

### Non qualificato
| Pilota            | Moto       |
| ----------------- | ---------- |
| Berndth Börjesson | Morbidelli |

## Fonti e bibliografia
- La Stampa, 23 luglio 1978, pag. 15 e 24 luglio 1978, pag. 12
- Motociclismo settembre 1978, pagg. 146-149
- Risultati della 500 su autosport.com, su autosport.com.